# نيك ريتشاردسون
نيك ريتشاردسون (بالإنجليزية: Nick Richardson)‏ (11 أبريل 1967 بهاليفاكس في المملكة المتحدة - ) هو لاعب كرة قدم بريطاني في مركز الوسط. لعب مع كارديف سيتي ونادي بوري ونادي ريكسهام ونادي يورك سيتي ونادي تشستر سيتي ونادي هاليفاكس تاون وفريكلي أثلتيك ‏ وأوست تاون ‏ ونادي هاروجيت تاون وسبنيمور يونايتد ‏.

## وصلات خارجية
- نيك ريتشاردسون على موقع قاعدة بيانات كرة القدم.إي يو (الإنجليزية)